# Saison 2014-2015 du Montpellier Hérault Rugby
Cette page présente la saison 2014-2015 du Montpellier Hérault Rugby en Top 14 et en European Rugby Champions Cup (ERCC1)

## Entraîneurs
L'entraîneur est Fabien Galthié, il est secondé par Mario Ledesma et Stéphane Glas.

## La saison
À l'issue de la saison, Montpellier finit à la septième place du classement général, ne se qualifie pas pour les barrages en Top 14 et termine 4e de la poule 4 en European Rugby Champions Cup et n'est donc pas qualifié...
Note : Malgré tout, le club remporte trois titres en 2015, démontrant ainsi sa vocation de club formateur :
Championnat de France féminin 1re division
Championnat de France juniors Crabos
Championnat de France minimes (Super Challenge de France Élite),

## Effectif 2014-2015
| Nom                   | Poste                           | Naissance         | Nationalité sportive | Sélections (points marqués) | Dernier club          | Arrivée au club |
| --------------------- | ------------------------------- | ----------------- | -------------------- | --------------------------- | --------------------- | --------------- |
| Thomas Bianchin       | Talonneur                       | 11 août 1987      | France               | -                           | Racing Métro 92       | 2013            |
| Charles Géli          | Talonneur                       | 26 mars 1987      | France               | -                           | USA Perpignan         | 2012            |
| Mickaël Ivaldi        | Talonneur                       | 20 février 1990   | France               | -                           | RC Toulon             | 2013            |
| David Attoub          | Pilier                          | 7 juin 1981       | France               | 4 (0)                       | Stade français        | 2014            |
| Maximiliano Bustos    | Pilier                          | 2 avril 1986      | Argentine            | 4 (0)                       | Pampas XV             | 2011            |
| Chris King            | Pilier                          | 30 avril 1981     | Nouvelle-Zélande     | -                           | Highlanders           | 2014            |
| Na'ama Leleimalefaga  | Pilier                          | 20 novembre 1987  | Samoa                | 2 (0)                       | Formé au club         | -               |
| Nahuel Lobo           | Pilier                          | 27 août 1991      | Argentine            | 10 (0)                      | Newcastle Falcons     | 2014            |
| Nicolas Mas           | Pilier                          | 23 mai 1980       | France               | 63 (0)                      | USA Perpignan         | 2013            |
| Mikheil Nariashvili   | Pilier                          | 25 mai 1990       | Géorgie              | 11 (0)                      | RC Aia                | 2010            |
| Yvan Watremez         | Pilier                          | 21 avril 1989     | France               | 1 (0)                       | Biarritz Olympique    | 2012            |
| Tom Donnelly          | 2e ligne                        | 1er octobre 1981  | Nouvelle-Zélande     | 15 (0)                      | Blues                 | 2014            |
| Thibaut Privat        | 2e ligne                        | 6 février 1979    | France               | 10 (0)                      | ASM Clermont Auvergne | 2011            |
| Robins Tchale-Watchou | 2e ligne                        | 10 mai 1983       | Cameroun             | 2 (0)                       | USA Perpignan         | 2013            |
| Sitaleki Timani       | 2e ligne, 3e ligne aile         | 19 septembre 1986 | Australie            | 10 (0)                      | Waratahs              | 2013            |
| Antoine Battut        | 3e ligne aile                   | 1er janvier 1984  | France               | 3 (10)                      | Racing Métro 92       | 2014            |
| Alexandre Bias        | 3e ligne aile                   | 21 avril 1981     | France               | -                           | CA Brive              | 2012            |
| Ben Mowen             | 3e ligne                        | 1er décembre 1984 | Australie            | 10 (0)                      | Brumbies              | 2014            |
| Fulgence Ouedraogo    | 3e ligne aile                   | 21 juillet 1986   | France               | 33 (5)                      | Formé au club         | -               |
| Kélian Galletier      | 3e ligne centre                 | 18 mars 1992      | France               | -                           | Formé au club         | -               |
| Alex Tulou            | 3e ligne centre                 | 21 mars 1987      | Samoa américaines    | -                           | CS Bourgoin-Jallieu   | 2010            |
| Teddy Iribaren        | Demi de mêlée                   | 25 septembre 1990 | France               | -                           | Tarbes Pyrénées rugby | 2014            |
| Benoît Paillaugue     | Demi de mêlée                   | 17 novembre 1987  | France               | -                           | FC Auch               | 2009            |
| Jonathan Pélissié     | Demi de mêlée, Demi d'ouverture | 6 juin 1988       | France               | -                           | FC Grenoble           | 2013            |
| Enzo Selponi          | Demi d'ouverture                | 16 juin 1993      | France               | -                           | Formé au club         | -               |
| François Trinh-Duc    | Demi d'ouverture                | 11 novembre 1986  | France               | 48 (70)                     | Formé au club         | -               |
| Robert Ebersohn       | Centre                          | 23 février 1989   | Afrique du Sud       | -                           | Cheetahs              | 2013            |
| Wynand Olivier        | Centre                          | 11 juin 1983      | Afrique du Sud       | 37 (5)                      | Bulls                 | 2013            |
| Rene Ranger           | Centre, ailier                  | 30 septembre 1986 | Nouvelle-Zélande     | 6 (5)                       | Blues                 | 2013            |
| Yohann Artru          | Ailier                          | 31 mai 1992       | France               | -                           | Formé au club         | -               |
| Lucas Dupont          | Ailier                          | 19 mars 1990      | France               | -                           | FC Grenoble           | 2013            |
| Benjamin Fall         | Ailier, arrière                 | 3 mars 1989       | France               | 6 (15)                      | Racing Métro 92       | 2014            |
| Timoci Nagusa         | Ailier                          | 14 juillet 1987   | Fidji                | 12 (35)                     | Ulster                | 2010            |
| Anthony Tuitavake     | Ailier, centre                  | 12 février 1982   | Nouvelle-Zélande     | 6 (5)                       | NEC Green Rockets     | 2013            |
| Pierre Berard         | Arrière, ailier                 | 23 mai 1991       | France               | -                           | Formé au club         | -               |
| Anthony Floch         | Arrière                         | 12 février 1983   | France               | 3 (5)                       | ASM Clermont Auvergne | 2013            |
| Benoît Sicart         | Arrière                         | 23 avril 1990     | France               | -                           | Formé au club         | -               |

## Calendrier
| Date du match     | Domicile              | Extérieur              | Score (bonus) | Lieu du match                  | Catégorie             | Classement |
| ----------------- | --------------------- | ---------------------- | ------------- | ------------------------------ | --------------------- | ---------- |
| 16 août 2014      | Montpellier HR        | Racing Métro 92        | (d) 16- 19    | Altrad Stadium                 | 1re journée de Top 14 | 10e        |
| 24 août 2014      | Montpellier HR        | FC Grenoble            | 20 - 17 (d)   | Altrad Stadium                 | 2e journée de Top 14  | 8e         |
| 30 août 2014      | ASM Clermont          | Montpellier HR         | (d) 20 -21    | Stade Marcel-Michelin          | 3e journée de Top 14  | 3e         |
| 5 septembre 2014  | Montpellier HR        | Castres olympique      | (o) 43 - 10   | Altrad Stadium                 | 4e journée de Top 14  | 1re        |
| 14 septembre 2014 | Union Bordeaux Bègles | Montpellier HR         | 27 - 21       | Stade Chaban-Delmas            | 5e journée de Top 14  | 4e         |
| 20 septembre 2014 | Montpellier HR        | Stade français Paris   | 23 - 3        | Altrad Stadium                 | 6e journée de Top 14  | 3e         |
| 27 septembre 2014 | RC Toulon             | Montpellier HR         | (o) 40 - 17   | Stade Mayol                    | 7e journée de Top 14  | 5e         |
| 3 octobre 2014    | Aviron bayonnais      | Montpellier HR         | (d) 10 - 15   | Stade Jean-Dauger              | 8e journée de Top 14  | 4e         |
| 11 octobre 2014   | Montpellier HR        | US Oyonnax             | 25 - 9        | Altrad Stadium                 | 9e journée de Top 14  | 4e         |
| 19 octobre 2014   | Stade toulousain      | Montpellier HR         | 30 - 23       | Stade Ernest-Wallon            | 1re journée de H-Cup  | 4e         |
| 25 octobre 2014   | Montpellier HR        | Glasgow Warriors       | (d) 13 - 15   | Altrad Stadium                 | 2e journée de H-Cup   | 4e         |
| 1er novembre 2014 | Stade rochelais       | Montpellier HR         | 21 - 15       | Stade Marcel-Deflandre         | 10e journée de Top 14 | 5e         |
| 7 novembre 2014   | Montpellier HR        | CA Brive               | 10 - 25       | Altrad Stadium                 | 11e journée de Top 14 | 8e         |
| 29 novembre 2014  | Lyon OU               | Montpellier HR         | 23 - 20 (d)   | Matmut Stadium                 | 12e journée de Top 14 | 8e         |
| 5 décembre 2014   | Montpellier HR        | Bath Rugby             | 5- 30 (o)     | Altrad Stadium                 | 3e journée de H-Cup   | 4e         |
| 12 décembre 2014  | Bath Rugby            | Montpellier HR         | (o) 32 - 12   | The Recreation Ground          | 4e journée de H-Cup   | 4e         |
| 20 décembre 2014  | Montpellier HR        | Stade toulousain       | 23 - 20 (d)   | Altrad Stadium                 | 13e journée de Top 14 | 6e         |
| 28 décembre 2014  | Castres olympique     | Montpellier HR         | 27 - 9        | Stade Pierre-Fabre             | 14e journée de Top 14 | 8e         |
| 3 janvier 2015    | Montpellier HR        | RC Toulon              | 16 - 12 (d)   | Altrad Stadium                 | 15e journée de Top 14 | 7e         |
| 10 janvier 2015   | Oyonnax Rugby         | Montpellier HR         | 20 - 13       | Stade Charles-Mathon           | 16e journée de Top 14 | 8e         |
| 18 janvier 2014   | Glasgow Warriors      | Montpellier HR         | 21 - 10       | Scotstoun Stadium              | 5e journée de H-Cup   | 4e         |
| 25 janvier 2015   | Montpellier HR        | Stade toulousain       | 27 - 26 (d)   | Altrad Stadium                 | 6e journée de H-Cup   | 4e         |
| 31 janvier 2015   | Montpellier HR        | Bordeaux Bègles        | 34 - 24       | Altrad Stadium                 | 17e journée de Top 14 | 7e         |
| 21 février 2015   | FC Grenoble           | Montpellier HR         | 20 - 18 (d)   | Stade des Alpes                | 18e journée de Top 14 | 9e         |
| 7 mars 2015       | Montpellier HR        | Stade rochelais        | 15 - 15       | Altrad Stadium                 | 19e journée de Top 14 | 9e         |
| 14 mars 2015      | Stade toulousain      | Montpellier HR         | 18 - 13 (d)   | Stade Ernest-Wallon            | 20e journée de Top 14 | 9e         |
| 28 mars 2015      | Montpellier HR        | Lyon OU                | (o) 45 - 17   | Altrad Stadium                 | 21e journée de Top 14 | 7e         |
| 11 avril 2015     | Racing 92             | Montpellier HR         | 24 - 24       | Stade olympique Yves-du-Manoir | 22e journée de Top 14 | 7e         |
| 25 avril 2015     | CA Brive              | Montpellier HR         | 15 - 10 (d)   | Stade Amédée-Domenech          | 23e journée de Top 14 | 7e         |
| 9 mai 2015        | Montpellier HR        | Aviron bayonnais       | 33 - 16       | Altrad Stadium                 | 24e journée de Top 14 | 7e         |
| 16 mai 2015       | Stade Français rugby  | Montpellier HR         | (o) 35 - 21   | Stade Jean-Bouin               | 25e journée de Top 14 | 8e         |
| 23 mai 2015       | Montpellier HR        | ASM Clermont- Auvergne | 17 - 29       | Stade Yves-du-Manoir           | 26e journée de Top 14 | 8e         |

## Statistiques

### Statistiques collectives
Attaque
Défense

### Statistiques individuelles
Meilleur réalisateur